# Saint-Sandoux
Saint-Sandoux é uma comuna francesa na região administrativa de Auvérnia-Ródano-Alpes, no departamento Puy-de-Dôme. Estende-se por uma área de 9,77 km². Em 2010 a comuna tinha 976 habitantes (densidade: 99,9 hab./km²).